# NGC 874
NGC 874 ist eine Spiralgalaxie vom Hubble-Typ Sab im Sternbild Walfisch südlich der Ekliptik. Sie ist schätzungsweise 538 Millionen Lichtjahre von der Milchstraße entfernt und hat einen Durchmesser von etwa 80.000 Lj.

Im selben Himmelsareal befindet sich u. a. die Galaxie NGC 878.
Das Objekt wurde im Jahr 1886 von Frank Muller entdeckt.